# Контула
Ко́нтула (фин. Kontula, швед. Gårdsbacka) — микрорайон в городском районе Меллункюля в восточном Хельсинки. В 2017-м население Контулы составляло около 14 000 жителей, это один из самых больших микрорайонов Хельсинки. В Меллункюля в общей сложности проживает около 38 000 жителей.

## История
Основное строительство в районе Контулы велось в 1960—1970-е годы. В то время количество жителей Хельсинки увеличивалось примерно на 10 тысяч человек в год, значительная часть горожан жила в тесноте, а потребность в новом жилье была весьма ощутимой. Застройка этого района характерна для своего времени: дома в Контуле — это типовые, простые с архитектурной точки зрения многоэтажные дома эконом-класса.

## Застройка
Городская среда в микрорайоне представляет собой сочетания островов многоэтажной застройки и зелёных зон, парков и лесов. В середине Контулы располагается торговый центр и одноимённая станция метро. Излюбленными зонами отдыха и занятий физкультурой и спортом являются санный парк (фин. Kelkkapuisto) и спортивная площадка.

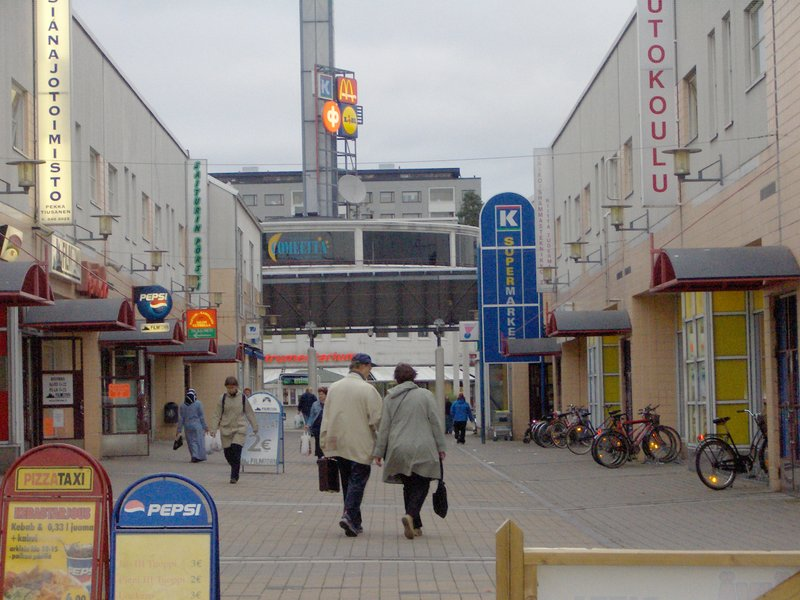
Торговый центр Контулы

## Сфера обслуживания
Точки предоставления разнообразных услуг сосредоточены в основном в торговом центре Контулы, построенном в 1967 году и расширенном в конце 1980-х годов. Сегодня там работают около 80 предприятий, многие из них принадлежат иммигрантам. Прочие услуги торгового центра, например, бассейн, поликлиника, библиотека и молодёжный центр, в котором, в частности, находится самый большой скейтборд-холл в Финляндии Лууппи (Luuppi). Контула относится к церковному приходу Микаэля (Mikaelin seurakunta), церковь Микаэля (Mikaelinkirkko) находится недалеко от торгового центра.

## Культура
В торговом центре Контулы устраиваются ежегодные музыкальные фестивали, такие как Kontula Electronic, Kontufestari и Ostarifestari, который проводится в рамках программы дня города Хельсинки (фин. Helsinki-päivä).
В Контуле имеется спортивное общество под названием FC Kontu, которое было основано в 1967 году. С самого начала в обществе можно было заниматься разными видами спорта, но в 1980-е годы оно превратилось в футбольный клуб. Сегодня в FC Kontu занимаются 56 команд, в которых играют в общей сложности 1100 лицензионных игроков. Команда представителей клуба играет в третьем дивизионе.

## Население
Самая большая возрастная группа Контулы — 16–64-летние (8504 человек, 60,6% (данные за 2016 год)). На втором месте группа старше 65-летних (3256 человек, 23,2%). Доля жителей, чей родной язык не финский и не шведский, составляет 28–33,7%, это один из самых высоких показателей в Хельсинки.

## Репутация района
В течение десятилетий в Контуле накапливались проблемы, определявшие репутацию района. В 1970-е годы в Контуле нередкими были такие преступления и правонарушения, как уличное хулиганство, торговля наркотиками и грабежи. В 1990-е годы Контула стала символом экономической депрессии из-за высокого уровня безработицы, которая в 1996 году составляла 24,9%. Некоторые считают, что главные причины проблем Контулы — низкий уровень образования жителей, разница в доходах и уровне жизни, безработица, высокий уровень потребления алкоголя и наркотиков  и большое количество баров в торговом центре. Некоторые считают, что Контула является ничем не примечательным городским районом, а её сомнительная репутация — результат тенденциозного освещения событий в районе в СМИ и общее отрицательное отношение к микрорайонам в восточной части финской столицы.
В начале 2000-х репутация микрорайона улучшилась: например, в 2006-м район был назван лучшим городским районом в Финляндии. Главная причина улучшения репутации и победы в конкурсе — совместная работа жителей над созданием комфортной и безопасной городской среды в районе. Ещё одной возможной причиной улучшения района и снижения общего числа насильственных преступлений в последние годы стало преобразование баров в торговом центре в рестораны.

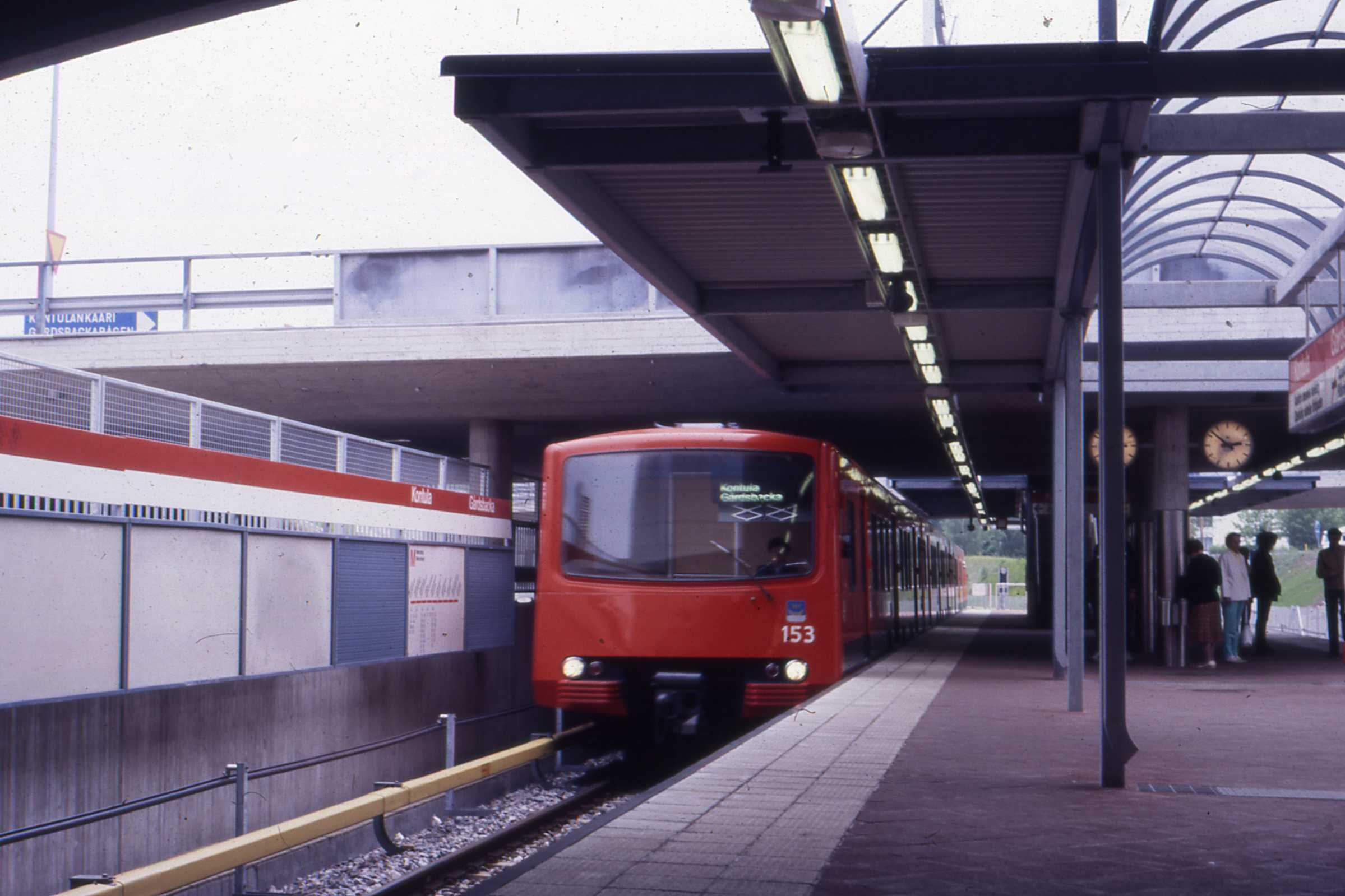
Станция метро Контулы в 1987 году

## Транспорт
Метро в Контулу начало ходить в 1986 году. Одноимённая станция метро находится на ветке Меллунмяки, которая отходит от Итякескуса. Кроме того, в Контулу ходят многие городские автобусы из разных районов Хельсинки.